# Instituto Brasileño de Opinión Pública y Estadística
Kantar Ibope Media, antes llamada Ibope (en portugués, Instituto Brasileiro de Opinião Pública e Estatística), es una empresa brasileña que la multinacional británica Kantar Media compró y fusionó en Kantar Ibope Media, que actúa directamente en 16 países: Argentina, Brasil, Chile, Colombia, Costa Rica, Ecuador, España, Estados Unidos, Guatemala, Panamá, Paraguay, Perú, Puerto Rico, República Dominicana, Uruguay, Venezuela y México. En México Nielsen Company controla a Ibope.

## Historia
IBOPE fue fundado en 1942 por Auricélio Penteado propietario de Radio Kosmos de São Paulo.
Ese año, decidió invertir en técnicas de investigación que aprendió en los Estados Unidos con George Gallup, fundador de American Institute of Public Opinion, fue a ver como la audiencia de su estación.
Mediante la medición de la audiencia de las emisoras de radio en São Paulo, reveló que en Radio Kosmos, Auricélio no estaba entre los más escuchados. A partir de entonces, se dedicó exclusivamente a la investigación. En 1950, Auricélio deja la presidencia de la compañía a cargo de un grupo de directores.
En 1977, Paulo de Tarso Montenegro asume la presidencia de la empresa. Un año más tarde, invita a sus hijos, Carlos Augusto Montenegro y Luis Paulo Montenegro, a ingresar en la compañía. La empresa realiza las primeras encuestas electorales, anticipando con extrema precisión el resultado de las disputas electorales en el fin de los años 70. 
En la década de los 90, IBOPE se asoció a empresarios en México, Colombia, Venezuela, Ecuador, Perú, Chile y Argentina. A partir de las asociaciones, se empiezan a producir datos consolidados de TV paga en Latinoamérica.
En la actualidad, con operaciones en 16 países, la empresa consolida su proceso de globalización.

## Mediciones
IBOPE fue la primera compañía en todo el mundo en ofrecer el servicio de medición de audiencia televisiva en tiempo real, a partir de 1988, en São Paulo.
En cada ciudad donde se lleva a cabo en la medición de audiencia televisiva, IBOPE establece un conjunto de hogares que representan a la población. Con el consentimiento de los residentes es un dispositivo instalado en cada cámara de la TV (peoplemeter), que automáticamente identifica y registra el canal que está siendo observado. El dispositivo envía el sistema de telefonía celular, la información de todos los cambios realizados por el canal espectador a una central de recogida de los índices que se procesa, analiza y distribuye a sus clientes.
IBOPE construye su muestra sobre la base de datos del censo de Brasil, realizado por el Instituto Brasileño de Geografía y Estadística (IBGE) y los estudios sociodemográficos.
En la actualidad, seis áreas metropolitanas de Brasil con el servicio de: São Paulo, Río de Janeiro, Belo Horizonte, Porto Alegre, Recife, Curitiba, y el Distrito Federal. En las áreas metropolitanas de Salvador, Fortaleza y Florianópolis, los datos se envían al día siguiente. En las áreas metropolitanas de Belém, Campinas, Goiânia y Victoria los datos se envían alrededor de 15 días después.
El sistema de medición de audiencia televisiva en tiempo real también se utiliza en Chile y Argentina.
Además de la investigación de audiencias de televisión, realiza investigaciones sobre los medios de comunicación, la opinión pública, la intención de voto, el consumo, la marca y el comportamiento del mercado.

## Inestabilidad
En 2009, IBOPE, estaba bajo sospecha de un posible bloqueo de sus datos, el 22 de noviembre de 2009, a las 9:40 de la noche, en ese momento el dispositivo que mide audiencia en tiempo real dejó de trabajar y los operadores móviles que fueron responsables de la supuesta avería en el sistema acusaron al instituto, las compañías TIM y Vivo niegan el hecho ante el Instituto de Opinión Pública en una declaración a Rede Record, argumentando que fueron los más perjudicados por el hecho ocurrido. Desde entonces, la estación de televisión determinó en su departamento de comunicación no divulgar más sus números de audiencia, como dicen en su investigación metodológica. 
De la misma forma respetando el derecho de manifestación de los clientes, IBOPE rechazó las críticas presentadas, considerando que el problema fue momentáneo. Las encuestas de la empresa siguen el código de autorregulación y ética de la Esomar – Sociedad Europea de Opinión e Investigación de Mercados – y también al código de ética de Associação Brasileira de Empresas de Pesquisa (Abep).
En Argentina y en México, IBOPE también está bajo sospecha en relación con su metodología. El gobierno de la presidenta Cristina Kirchner pretende lanzar un sistema nacional de medición de audiencia televisiva, como el BARB británico, como un claro desafío a IBOPE, que en la actualidad domina el mercado argentino. Lo que dice el gobierno es que el trabajo de IBOPE no es verificado por ninguna empresa. Sin embargo, el trabajo de IBOPE en Argentina es verificado por CCMA (Cámara de Control de Medición de Audiencia). 
En México, tras el ingreso del ex director general de IBOPE AGB a TV Azteca, su competidora más fuerte, Televisa, exigió a IBOPE AGB la rotación total de los hogares del panel. Después de varias reuniones de industria y la asesoría especializada de expertos en la materia y casas auditoras, se recomendó no realizar esta rotación en un solo paso. Se demostró, a través de diferentes auditorías externas, que el panel mantenía la confidencialidad.

## Veracidad
Actualmente IBOPE en algunos países de América del Sur sigue utilizando sus People Meters, los cuales consiste en abrir el televisor en ciertos casos, esto se ha vuelto un gran problema dado que por el avance de la televisión digital y los modelos actuales de televisores es muy difícil que el usuario permita que se le abra el aparato, fuera de eso dicha tecnología lo que permite solo medir VHF.[cita requerida]

## América
- Kantar Ibope Media (Argentina)
- Kantar Ibope Media Brasil
- Kantar Ibope Media Chile
- Kantar Ibope Media Perú
- Nielsen Ibope México

## Europa
- Kantar Media España